# Ordinariato del Brasile per i fedeli di rito orientale
L'ordinariato del Brasile per i fedeli di rito orientale (in latino: Ordinariatus Brasiliae) è una sede della Chiesa cattolica in Brasile immediatamente soggetta alla Santa Sede. Nel 2021 contava 10.470 battezzati. È retto dall'arcivescovo Walmor Oliveira de Azevedo.

## Territorio
La diocesi comprende tutti i fedeli di rito orientale del Brasile privi di una propria giurisdizione.
Sede dell'ordinariato è la città di Rio de Janeiro. L'ordinario risiede a Belo Horizonte.
Il territorio è suddiviso in 4 parrocchie.

## Storia
L'ordinariato è stato eretto il 14 novembre 1951 con il decreto Cum fidelium della Congregazione per le Chiese orientali, che dava attuazione ad una decisione ex audientia di papa Pio XII del 26 ottobre precedente.
Successivamente, per alcune Chiese sui iuris sono state erette proprie circoscrizioni ecclesiastiche:
- il 30 maggio 1962 per i fedeli della Chiesa greco-cattolica ucraina è stato eretto l'esarcato apostolico (oggi arcieparchia di San Giovanni Battista di Curitiba degli Ucraini);
- il 29 novembre 1971 per i fedeli della Chiesa maronita e della Chiesa cattolica greco-melchita sono state erette rispettivamente l'eparchia di Nostra Signora del Libano di San Paolo dei Maroniti e l'eparchia di Nostra Signora del Paradiso di San Paolo dei Melchiti;
- il 3 luglio 1981 per i fedeli della Chiesa armeno-cattolica è stato eretto l'esarcato apostolico di America Latina e Messico.

## Cronotassi dei vescovi
Si omettono i periodi di sede vacante non superiori ai 2 anni o non storicamente accertati.
- Jaime de Barros Câmara † (14 novembre 1951 - 18 febbraio 1971 deceduto)
- Eugênio de Araújo Sales † (22 luglio 1972 - 3 ottobre 2001 ritirato)
- Eusébio Oscar Scheid, S.C.I. † (3 ottobre 2001 - 28 luglio 2010 ritirato)
- Walmor Oliveira de Azevedo, dal 28 luglio 2010

## Statistiche
L'ordinariato nel 2021 contava 10.470 battezzati.
| anno | popolazione | popolazione | popolazione | presbiteri | presbiteri | presbiteri | presbiteri                | diaconi | religiosi | religiosi | parrocchie |
| anno | battezzati  | totale      | %           | numero     | secolari   | regolari   | battezzati per presbitero | diaconi | uomini    | donne     | parrocchie |
| ---- | ----------- | ----------- | ----------- | ---------- | ---------- | ---------- | ------------------------- | ------- | --------- | --------- | ---------- |
| 1961 | 171.221     | ?           | ?           | 22         | 9          | 13         | 7.782                     |         |           |           | 18         |
| 1968 | ?           | ?           | ?           | 17         | 7          | 10         | 0                         |         | 10        |           | 8          |
| 1976 | 3.670       | ?           | ?           | 10         | 3          | 7          | 367                       |         | 7         |           |            |
| 1980 | 8.600       | ?           | ?           | 7          | 4          | 3          | 1.228                     |         | 3         | 6         | 1          |
| 1990 | 9.000       | ?           | ?           | 4          | 2          | 2          | 2.250                     |         | 2         | 3         | 3          |
| 1997 | 10.000      | ?           | ?           | 5          | 2          | 3          | 2.000                     |         | 3         |           | 4          |
| 1998 | 10.000      | ?           | ?           | 5          | 2          | 3          | 2.000                     |         | 3         |           | 4          |
| 2016 | 10.160      | ?           | ?           | 5          | 2          | 3          | 2.032                     |         | 3         |           | 4          |
| 2019 | 10.320      | ?           | ?           | 5          | 2          | 3          | 2.064                     |         | 3         |           | 4          |
| 2021 | 10.470      | ?           | ?           | 5          | 2          | 3          | 2.094                     |         | 3         |           | 4          |